# II. Ramiro aragóniai király
II. (Szerzetes) Ramiro aragóniai király (?, 1086. április 24. – Abbey of St. Peter the Old, 1157. augusztus 16.) Sancho aragóniai király (1063–1094, Navarrában V. Sancho Ramirez király) és Roucy Felícia aragóniai királyné harmadik fia. Apja halála után papi pályára lépett, és a következő 40 évben bátyjai uralkodtak: 1094-től 1104-ig  I. Péter, majd 1134-ig I. (Harcos) Alfonz, ám mindketten gyermektelenül haltak meg.

## Trónra jutása
1134-ben, miután (Harcos) Alfonz (1073–1134) belehalt egy, a mórok elleni csatában szerzett sebesülésébe, a pamplonai nemesség nem fogadta el végakaratát, amelyben lovagrendekre kívánta hagyni birodalmát. A navarraiak fellázadtak, és úgy döntöttek, hogy visszatérnek a trónutódlás ősi vonalához. Pamplona királyává García Ramirezt, ő VI. (Újjáépítő) García navarrai király, az 1000-től 1035-ig uralkodott  III. (Nagy) Sancho  pamplonai király egyenes ági leszármazottját választották, helyreállítva ezzel a Pamplonai Királyság függetlenségét.
A későbbi II. Ramiro már Barbastro-Roda püspöke volt, amikor Aragónia nemesei úgy döntöttek, hogy a trónutódlás folytonossága érdekében őt ismerik el királyuknak – már csak azért is, mert az új navarrai király mellett  VII. Alfonz, Kasztília és León királya is szemet vetett a látszólag király nélkül maradt királyságra.

## Uralkodása
Trónra lépve egy paptól nem várt erővel és agresszivitással lépett fel a trónjára fenekedők ellen. Eredményesen hadakozott  és VII. Alfonz ellen. Az erősebb Kasztília elleni küzdelméhez segítséget kért és kapott  IV. (Szent) Ramon (Rajmund) Berengártól, Barcelona grófjától, és viszonzásképpen neki ígérte lánya és örököse kezét. Kegyetlenül letörte saját nemeseinek ellenállását is, de vérgőzös tettei közben is az volt a fő célja, hogy mihamarabb visszatérhessen az egyház kötelékébe.
Még 1135-ben különleges diszpenzációt kért és kapott a pápától, hogy pap létére nőül vehesse (Poitiers-i) Aquitániai Ágnest, IX. Vilmos aquitániai herceg lányát, Aquitániai Eleonóra angol királyné nagynénjét. A frigyet gyorsan gyermekáldás koronázta: 1135-ben megszületett lányuk,  Petronila. A kislány még hároméves sem volt, amikor férjhez adták IV. Berengárhoz, aki ekkor felvette az „Aragónia hercege” címet.
Ezután, még 1137-ben II. Ramiro lemondott a trónról lánya javára; a gyakorlatban az uralkodó és Aragónia utolsó királyi házának őse IV.  Rajmund Berengár lett. II. Ramiro visszavonult a huescai San Pedro el Viejo kolostorba, és ott is halt meg 1157-ben.

## Külső hivatkozások
- The Unofficial Royal Family Pages
- Kingdom of Aragon (medieval kingdom, Spain)

| Előző uralkodó: I. Alfonz | Aragónia királya 1134 – 1137 | Következő uralkodó: Petronila |